# César Valdez
Pour les articles homonymes, voir Valdez.
César Miguel Valdez (né le 17 mars 1985 à Saint-Domingue en République dominicaine) est un lanceur droitier de baseball. 

## Carrière
César Valdez signe un contrat avec les Diamondbacks de l'Arizona en 2005. Il fait ses débuts dans les majeures le 3 mai 2010 comme lanceur partant des Diamondbacks à Houston contre les Astros. Il n'accorde qu'un point en cinq manches et est crédité de sa première victoire en carrière. Il joue 9 matchs en 2010 pour Arizona, dont 7 comme lanceur de relève, et accorde 19 points, dont 17 mérités en 20 manches lancées, pour une moyenne de points mérités de 7,65. Il remporte une victoire contre deux défaites.
Valdez est échangé aux Pirates de Pittsburgh le 9 décembre 2010 contre le lanceur de relève gaucher Zach Duke. Valdez joue en ligues mineures avec des clubs affiliés aux Pirates et aux Marlins de la Floride en 2011 avant de poursuivre une carrière de plusieurs saisons dans la Ligue mexicaine de baseball. Il est invité à l'entraînement de printemps des Astros de Houston en 2016.
Après six saisons entières hors des majeures, Valdez fait un retour au plus haut niveau en 2017 avec les Athletics d'Oakland, pour qui il joue 4 matchs. Le 5 mai 2017, il est réclamé au ballottage par les Blue Jays de Toronto.

## Statistiques
| Saison | Équipe                    | G  | GS | CG | SHO | V | D | SV | IP    | SO | ERA  |
| ------ | ------------------------- | -- | -- | -- | --- | - | - | -- | ----- | -- | ---- |
| 2010   | Diamondbacks de l'Arizona | 9  | 2  | 0  | 0   | 1 | 2 | 0  | 20.0  | 13 | 7,65 |
| 2017   | Athletics d'Oakland       | 4  | 1  | 0  | 0   | 0 | 0 | 0  | 9.1   | 5  | 9,64 |
| 2017   | Blue Jays de Toronto      | 7  | 3  | 0  | 0   | 1 | 1 | 0  | 21.1  | 16 | 6,75 |
| 2020   | Orioles de Baltimore      | 9  | 0  | 0  | 0   | 1 | 1 | 3  | 14.1  | 12 | 1,26 |
| 2021   | Orioles de Baltimore      | 39 | 0  | 0  | 0   | 2 | 2 | 8  | 46.0  | 45 | 5,87 |
| 2022   | Angels de Los Angeles     | 1  | 0  | 0  | 0   | 0 | 0 | 0  | 1.0   | 0  | 9,00 |
| Totaux | Totaux                    | 63 | 6  | 0  | 0   | 5 | 6 | 11 | 112.0 | 91 | 6,11 |

Note : G = Matches joués ; GS = Matches comme lanceur partant ; CG = Matches complets ; SHO = Blanchissages ; 
V = Victoires ; D = Défaites ; SV = Sauvetages ; IP = Manches lancées ; SO = Retraits sur des prises ; ERA = Moyenne de points mérités.